# Iuka (Missisipi)
Iuka – miasto w Stanach Zjednoczonych, w stanie Missisipi, w hrabstwie Tishomingo.